# Wanda Kronenberg
Wanda Kronenberg (ur. 2 maja 1922, zm. 1944) – polska podwójna agentka.
Była córką Leopolda Jana Kronenberga i Wandy de Montallo Rowton Kronenbergowej. Dorastała w warszawskiej elicie towarzyskiej.
Po wybuchu wojny ewakuowała się wraz z dziennikarzem Witoldem Jasiłkowskim do Lwowa, gdzie wyszła za niego za mąż. Po kilku tygodniach wrócili do Warszawy. Do 1941 Jasiłkowski prowadził niejasne interesy wraz z dwoma wspólnikami. Ich grupa mogła współpracować z polskim podziemiem, jednak według raportów oficerów Armii Krajowej mogli być także powiązani z Niemcami. W 1941 Jasiłkowski został aresztowany i jego dalsze losy nie są znane. Wanda Kronenberg wyjechała do Lwowa, gdzie na przełomie 1941 i 1942 została zwerbowana przez Gestapo.
Niewiele wiadomo na temat jej działalności podczas okupacji. Najprawdopodobniej należała do AK, współpracowała z NKWD, Gestapo i wywiadem angielskim.
Zginęła w pierwszych dniach powstania warszawskiego, rozstrzelana przez AK-owców pod zarzutem współpracy z NKWD i Gestapo oraz infiltracji Komendy Głównej AK.